# 激論23〜チャットの乱〜
『激論23〜チャットの乱〜』（げきろん23〜チャットのらん〜）は、インターネットテレビ「GyaO」の中のバラエティーチャンネル内にあるGyaOジョッキーで放送されていたバラエティ番組で、毎週生放送で目の前に置いたパソコンを使用して視聴者と生チャットをしながら進行する。基本的に毎月第3月曜日の22時から23時まで放送しているが、第3月曜日までの月曜に祝日が入ると第4月曜にずれたり、その月の放送がなかったりする。

## レギュラー出演者
- 魅津怒騎士CO-KEY
- Hi-Hi
- 高橋亜由美

## 放送スケジュール
| 第○回  | 放送日         | メインMC         | アシスタント&その他出演者 | ゲスト                                   |
| 第1回  | 2007年11月19日 | 魅津怒騎士CO-KEY | 岡本果奈美                | -                                        |
| 第2回  | 2007年12月17日 | 魅津怒騎士CO-KEY | 岡本果奈美                | 餓鬼レンジャー、AYA                      |
| 第3回  | 2008年1月28日  | 魅津怒騎士CO-KEY | 岡本果奈美                | 井田光紀                                 |
| 第4回  | 2008年2月25日  | 魅津怒騎士CO-KEY | 岡本果奈美                | 努（オンナマタヂカラ）                   |
| 第5回  | 2008年3月17日  | 魅津怒騎士CO-KEY | 岡本果奈美                | ポチョムキン（餓鬼レンジャー）、長尾麻由 |
| 第6回  | 2008年4月21日  | 魅津怒騎士CO-KEY | 月見栞                    | 渡邉紘平、DJ DL                          |
| 第7回  | 2008年5月26日  | 魅津怒騎士CO-KEY | Hi-Hi、岡本果奈美         | -                                        |
| 第8回  | 2008年6月16日  | 魅津怒騎士CO-KEY | Hi-Hi、月見栞             | -                                        |
| 第9回  | 2008年7月28日  | 魅津怒騎士CO-KEY | Hi-Hi、月見栞             | -                                        |
| 第10回 | 2008年8月18日  | 魅津怒騎士CO-KEY | Hi-Hi、月見栞             | -                                        |
| 第11回 | 2008年9月22日  | 魅津怒騎士CO-KEY | Hi-Hi、月見栞             | -                                        |
| 第12回 | 2008年10月27日 | 魅津怒騎士CO-KEY | Hi-Hi、高橋亜由美         | -                                        |
| 第13回 | 2008年12月15日 | 魅津怒騎士CO-KEY | Hi-Hi、高橋亜由美         | -                                        |
| 第14回 | 2009年1月26日  | 魅津怒騎士CO-KEY | Hi-Hi、高橋亜由美         | -                                        |
| 第15回 | 2009年2月16日  | 魅津怒騎士CO-KEY | Hi-Hi、高橋亜由美         | 鼠先輩                                   |
| 第16回 | 2009年3月16日  | 魅津怒騎士CO-KEY | Hi-Hi、高橋亜由美         | -                                        |
| 第17回 | 2009年4月20日  | 魅津怒騎士CO-KEY | Hi-Hi、高橋亜由美         | -                                        |
| 第18回 | 2009年5月18日  | 魅津怒騎士CO-KEY | Hi-Hi、高橋亜由美         | ギャル系モデルゆきえちゃん               |
| 第19回 | 2009年6月15日  | 魅津怒騎士CO-KEY | Hi-Hi、高橋亜由美         | -                                        |
| 第20回 | 2009年7月27日  | 魅津怒騎士CO-KEY | Hi-Hi、高橋亜由美         | -                                        |
| 最終回 | 2009年8月17日  | 魅津怒騎士CO-KEY | Hi-Hi、高橋亜由美         | 月見栞                                   |